# Dolní Novosedly
Dolní Novosedly é uma comuna checa localizada na região da Boêmia do Sul, distrito de Písek.